# Keilira sparsomaculata
Keilira sparsomaculata is een spinnensoort in de taxonomische indeling van de jachtkrabspinnen (Sparassidae).
Het dier behoort tot het geslacht Keilira. De wetenschappelijke naam van de soort werd voor het eerst geldig gepubliceerd in 1989 door Arthur Stanley Hirst.